# 馬氏孵器鯰
馬氏孵器鯰為輻鰭魚綱鯰形目毛鼻鯰科的其中一種，為熱帶淡水魚，分布於南美洲安地斯山脈南緯29°至 45°30’間的淡水流域，體長可達20.8公分，棲息在底層水域，可做為食用魚。